# Bart Bauterse
Bart Bauterse is een personage uit de Vlaamse soapserie Wittekerke dat werd gespeeld door Werner De Smedt. Hij maakte zijn opwachting aan het einde van seizoen 1 en verdween in seizoen 4 (afl. 194). In seizoen 5 was Bart weer terug (vanaf afl. 249) tot begin seizoen 6, toen verdween hij definitief uit de serie. Het personage van Bart was te zien van 1994 tot 1998. Hoewel hij een hoofdpersonage was, stond zijn naam nooit vermeld tijdens de beginmelodie. Pas nadat Greet Rouffaer een ongeluk had gekregen en de serie in allerijl had moeten verlaten, gebeurde dat vanaf aflevering 258 wel.

## Vertrek
Vertrek 1:
Na een overdosis aan drugs raakt Bart in coma en moet hij worden opgenomen in een ziekenhuis in Amerika. Hij ontwaakt uit de coma en keert terug naar Wittekerke.
Vertrek 2:
Nadat hij Maggie heeft bevrijd van Jimmy wil hij samen met haar terug naar Amerika. Met het geld dat hij heeft geërfd vertrekken de 2 naar Amerika.

## Familie
- Bob Bauterse (vader)
- Mathilde Jacobs (moeder)
- Madeleine Schoonaerts (grootmoeder)
- François Jacobs (grootvader)
- Omer Hendrickx (pleegvader)
- Jeanne Hendrickx (pleegmoeder)